# Anu khatan
Anu khatan (Mongol : ᠠᠨᠤ
ᠬᠠᠲᠤᠨ, translit. : Anu Qatun ; mongol cyrillique : Ану хатан ; chinois : 阿努皇后 ; pinyin : ānǔ huánghòu) est une reine mongole des Dzoungars morte en 1696, lors d'une bataille contre des troupes de la dynastie Qing dirigées par l'empereur Qing Kangxi.
Elle est la fille du Qoshot Outcihirtou
Elle épouse Sengge Khuntaij, khan dzoungar, et lorsqu'il sera assassiné par ses deux demi-frères, Tseten et Tsodba Batur, en 1670, elle épousera alors son successeur et frère, Galdan Boshugtu Khan selon la tradition mongole du lévirat. Les deux demi-frères assassins furent condamnés à mort par la noblesse.

## Dans la culture
L'écrivaine mongole Baatarsuren Shuudertsetseg a écrit un roman sur l'histoire d'Anu khatan, qu'elle a ensuite adapté au cinéma, le roman et le film ayant tous deux eu un grand succès en Mongolie. Le roman a également été adapté au théâtre et en bande dessinée